# Diócesis de Oslo (católica)
La diócesis de Oslo (en latín: Dioecesis Osloensis y en noruego: Oslo katolske bispedømme) es una circunscripción eclesiástica de la Iglesia católica en Noruega. Se trata de una diócesis latina, inmediatamente sujeta a la Santa Sede. Desde el 16 de julio de 2025 su obispo es Fredrik Hansen. 

## Territorio y organización
La diócesis tiene 154 560 km² y extiende su jurisdicción sobre los fieles católicos de rito latino residentes en las provincias de: Oslo, Akershus, Østfold, Vestfold, Telemark, Agder, Rogaland, Vestland, Buskerud e Innlandet. A estas se suman el territorio de Hornindal, en el municipio de Volda y el condado de Møre og Romsdal, y el territorio de Innset, en el municipio de Rennebu y el condado de Trøndelag.
La sede de la diócesis se encuentra en la ciudad de Oslo, en donde se halla la Catedral de San Olaf.
En 2021 en la diócesis existían 27 parroquias:
| Fundación | Parroquia               | Localidad                | Templo                                                |  |
| 1843      | San Olaf                | Oslo (centro)            | Catedral de San Olaf                                  |  |
| 1854      | San Pablo               | Bergen                   | San Pablo                                             |  |
| 1870      | San Pedro               | Halden                   | San Pedro                                             |  |
| 1878      | Santa Brígida           | Fredrikstad              | Santa Brígida                                         |  |
| 1889      | Nuestra Señora          | Porsgrunn                | Nuestra Señora                                        |  |
| 1890      | San Hallvard            | Oslo (Enerhaugen)        | Iglesia y monasterio de San Hallvard                  |  |
| 1890      | San Óscar               | Kristiansand             | San Óscar                                             |  |
| 1898      | San Swithun             | Stavanger                | San Swithun                                           |  |
| 1899      | San Lorenzo             | Drammen                  | San Lorenzo                                           |  |
| 1911      | San Francisco Javier    | Arendal                  | San Francisco Javier                                  |  |
| 1924      | San Torfinn             | Hamar                    | San Torfinn                                           |  |
| 1926      | Santa María             | Stabekk (Bærum)          | Santa María                                           |  |
| 1926      | San José                | Haugesund                | San José                                              |  |
| 1929      | San Olaf                | Tønsberg                 | San Olaf                                              |  |
| 1935      | Santa Teresa            | Hønefoss                 | Santa Teresa                                          |  |
| 1952      | San Magnus              | Lillestrøm               | San Magnus y Santa Clara                              |  |
| 1956      | Santa María             | Lillehammer              | Santa María                                           |  |
| 1989      | San Miguel              | Moss                     | San Miguel                                            |  |
| 1992      | Santa María             | Askim                    | Santa María                                           |  |
| 1993      | San Francisco           | Larvik                   | San Francisco                                         |  |
| 2007      | Santo Tomás             | Valdres (Fagernes)       | Santa María en Lillehammer y Santa Teresa en Hønefoss |  |
| 2007      | San Gudmund             | Alto Romerike (Jessheim) | San Gudmund                                           |  |
| 2007      | Santa Clara             | Kongsvinger              | Santa Clara                                           |  |
| 2010      | San Juan Bautista       | Sandefjord               | San Juan Bautista                                     |  |
| 2013      | San Juan el Evangelista | Oslo (Bredtveit)         | San Juan el Evangelista                               |  |
| 2018      | Santa Elisa             | Eikeli (Bærum)           | Iglesia de Cristo                                     |  |

### Capellanías para inmigrantes
La mayoría de los fieles católicos en la diócesis de Oslo son inmigrantes o sus hijos noruegos. De los más de 200 000 fieles de la diócesis, solo 30 000 nacieron en Noruega. Existen capellanías para las comunidades: birmana, filipina, francófona, africana anglófona, croata, lituana, polaca, eslovaca, hispana, tamil, húngara y vietnamita. Entre los orientales católicos están presentes los eritreos con Asociación Católica Eritrea; los caldeos tienen un sacerdote bajo el cuidado del visitador apostólico caldeo en Europa basado en Södertälje (Suecia);; los greco-católicos ucranianos tienen un sacerdote en Oslo y dependen del exarcado apostólico de Alemania y Escandinavia desde el 17 de abril de 1959.

## Historia

### Hasta la Reforma protestante
La diócesis de Oslo fue erigida por primera vez circa 1075. Originalmente fue sufragánea de la arquidiócesis de Hamburgo-Bremen hasta que en 1104 se convirtió en sufragánea de la arquidiócesis de Lund. En 1153 pasó a formar parte de la provincia eclesiástica de la arquidiócesis de Nidaros.
El último obispo católico de Oslo, Hans Rev, renunció el 1 de noviembre de 1537 y luego se unió a la Reforma protestante, por lo que la diócesis católica fue abolida de facto y continuó como la diócesis luterana de Oslo por orden del rey Cristián III de Dinamarca. 

### Restauración de la diócesis
Los escasos católicos remanentes en Noruega y el norte de Europa fueron puestos secretamente en 1582 bajo la jurisdicción del nuncio apostólico en Colonia. Al ser creada en 1622 la Sagrada Congregación para la Propagación de la Fe tomó a su cargo las misiones en Dinamarca y Noruega, poniendo a su frente al nuncio apostólico en Bruselas. En 1688 el territorio del Reino de Dinamarca y Noruega pasó a ser parte del vicariato apostólico de las Misiones Nórdicas, con los obispos de Paderborn actuando como administradores del vicariato apostólico. En 1834 las misiones católicas en Noruega pasaron a formar parte del vicariato apostólico de Suecia, con sede en Estocolmo. Mientras que Noruega al norte del círculo polar ártico se convirtió en la prefectura apostólica del Polo Norte en 1855, el resto de Noruega se quedó con el vicariato sueco.
El 7 de agosto de 1868 Noruega se convirtió en un área de misión y se erigió la misión sui iuris de Noruega, con territorio desmembrado del vicariato apostólico de Suecia (hoy diócesis de Estocolmo) y de la disuelta prefectura apostólica del Polo Norte, mediante el breve In hac beatissimi del papa Pío IX. El 17 de agosto de 1869 la misión sui iuris fue elevada a prefectura apostólica mediante el breve Ecclesiae universae del papa Pío IX. El 11 de marzo de 1892 la prefectura apostólica fue elevada a vicariato apostólico mediante el breve Quum Nobis del papa León XIII.
El 1 de junio de 1913, mediante el decreto Septentrionum insulas de la Sagrada Congregación para la Propagación de la Fe, las islas Svalbard, hasta entonces ajenas a cualquier jurisdicción eclesiástica por estar deshabitadas, fueron anexadas al vicariato apostólico, que asumió el nombre del vicariato apostólico de Noruega y Spitsbergen. Esta denominación permaneció hasta el 15 de diciembre de 1925, cuando se restableció la denominación anterior.
El 7 y 8 de abril de 1931 cedió parte de su territorio para la erección por el papa Pío XI de las misiones sui iuris de Noruega Central (hoy prelatura territorial de Trondheim, mediante el breve Supremi Apostolatus) y Noruega del Norte (hoy prelatura territorial de Tromsø, mediante el breve Paterna caritas) respectivamente. En consecuencia, el 10 del mismo mes asumió el nombre de vicariato apostólico de Oslo.
El 29 de junio de 1953 el vicariato apostólico fue elevado a diócesis mediante la bula Faustum profecto del papa Pío XII.

## Estadísticas
Según el Anuario Pontificio 2022 la diócesis tenía a fines de 2021 un total de 142 801 fieles bautizados.
| Año                                                                             | Población            | Población | Población      | Sacerdotes | Sacerdotes    | Sacerdotes    | Bautizados por sacerdote | Diáconos permanentes | Religiosos | Religiosos | Parroquias |
| Año                                                                             | Bautizados católicos | Total     | % de católicos | Total      | Clero secular | Clero regular | Bautizados por sacerdote | Diáconos permanentes | Varones    | Mujeres    | Parroquias |
| ------------------------------------------------------------------------------- | -------------------- | --------- | -------------- | ---------- | ------------- | ------------- | ------------------------ | -------------------- | ---------- | ---------- | ---------- |
| 1950                                                                            | 3810                 | 2 264 000 | 0.2            | 36         | 21            | 15            | 105                      |                      | 12         | 483        | 15         |
| 1970                                                                            | 8319                 | 2 808 401 | 0.3            | 50         | 22            | 28            | 166                      |                      | 30         | 385        | 17         |
| 1980                                                                            | 12 582               | 3 007 000 | 0.4            | 51         | 21            | 30            | 246                      |                      | 31         | 301        | 17         |
| 1990                                                                            | 30 095               | 3 157 269 | 1.0            | 44         | 14            | 30            | 683                      |                      | 35         | 216        | 18         |
| 1999                                                                            | 40 565               | 3 600 000 | 1.1            | 42         | 19            | 23            | 965                      | 3                    | 32         | 166        | 20         |
| 2000                                                                            | 43 980               | 3 236 121 | 1.4            | 52         | 22            | 30            | 845                      | 3                    | 39         | 153        | 20         |
| 2001                                                                            | 47 680               | 3 410 000 | 1.4            | 53         | 25            | 28            | 899                      | 3                    | 35         | 144        | 20         |
| 2002                                                                            | 48 514               | 3 423 428 | 1.4            | 50         | 23            | 27            | 970                      | 3                    | 34         | 135        | 20         |
| 2003                                                                            | 49 595               | 3 449 286 | 1.4            | 51         | 23            | 28            | 972                      | 3                    | 37         | 128        | 20         |
| 2004                                                                            | 51 305               | 3 449 286 | 1.5            | 55         | 21            | 34            | 932                      | 3                    | 39         | 132        | 20         |
| 2010                                                                            | 74 368               | 3 669 663 | 2.0            | 61         | 34            | 27            | 1219                     | 2                    | 29         | 101        | 23         |
| 2013                                                                            | 118 247              | 3 880 110 | 3.0            | 66         | 35            | 31            | 1791                     | 5                    | 34         | 83         | 25         |
| 2016                                                                            | 139 407              | 3 976 435 | 3.5            | 96         | 68            | 28            | 1452                     | 5                    | 31         | 75         | 25         |
| 2019                                                                            | 143 768              | 4 083 845 | 3.5            | 79         | 49            | 30            | 1819                     | 7                    | 33         | 81         | 26         |
| 2021                                                                            | 142 801              | 4 162 153 | 3.4            | 89         | 64            | 25            | 1604                     | 8                    | 27         | 85         | 27         |
| Fuente: Catholic-Hierarchy, que a su vez toma los datos del Anuario Pontificio. |                      |           |                |            |               |               |                          |                      |            |            |            |

## Episcopologio
Prefectos apostólicos de Noruega
- Bernard Bernard, M.S. † (5 de abril de 1869-1887 renunció)
- Johannes Baptiste Olaf Fallize † (6 de febrero de 1887-11 de marzo de 1892 nombrado vicario apostólico)

Vicarios apostólicos de Noruega
- Johannes Baptiste Olaf Fallize † (11 de marzo de 1892-21 de junio de 1922 renunció)
- Johannes Hendrik Olav Smit † (11 de abril de 1922-11 de octubre de 1928 nombrado oficial de la Curia romana)
  - Olaf Offerdahl † (11 de octubre de 1928-12 de marzo de 1930 nombrado vicario apostólico) (administrador apostólico)
- Olaf Offerdahl † (12 de marzo de 1930-7 de octubre de 1930 falleció)[nota 1]
  - Henrik Irgens (octubre de 1930-10 de abril de 1931) (administrador apostólico)

Vicarios apostólicos de Oslo
- - Henrik Irgens (10 de abril de 1931-12 de julio de 1932) (administrador apostólico)
- Jacques Mangers, S.M. † (12 de julio de 1932-29 de junio de 1953 nombrado obispo diocesano)

Obispos de Oslo
- Jacques Mangers, S.M. † (29 de junio de 1953-25 de noviembre de 1964 renunció[nota 2])
- John Willem Nicolaysen Gran, O.C.S.O. † (25 de noviembre de 1964 por sucesión-26 de noviembre de 1983 renunció)
- Gerhard Schwenzer, SS.CC. (26 de noviembre de 1983 por sucesión-29 de julio de 2005 renunció)
- Bernt Ivar Eidsvig, C.R.S.A. (29 de julio de 2005 - 16 de julio de 2025, renuncia)
- Fredrik Hansen, desde el 16 de julio de 2025 por sucesión